# Salah ad-Din al-Bitar
Salah ad-Din al-Bitar  (* 1912, Damasc, Siria; † 21 iulie 1980, Paris) a fost un politician sirian, prim-ministru al Siriei, naționalist panarab, care a fondat împreună cu Michel Aflaq Partidul Baat în anii 1940. În anul 1966 a trebuit să emigreze din Siria, deoarece guvernul baatist a devenit radical. În restul vieții sale al-Bitar a trăit predominant în Europa rămânând activ în politică până la asasinarea sa în anul 1980 de o persoană necunoscută (conform unor surse, asasinatul a fost ordonat de Hafez al-Assad).